# Physical (chanson d'Olivia Newton-John)
Pour les articles homonymes, voir Physical.
Clip vidéo
[vidéo] « Olivia Newton-John - Physical », sur YouTube
Physical est une chanson américaine post-disco d'Olivia Newton-John, single extrait de son album Physical (en) de 1981,. Un des plus importants succès internationaux de sa carrière.

## Histoire
Après son succès international dans son rôle de Sandy, du film musical Grease de 1978 (et de sa bande originale Grease) au côté de son partenaire Danny Zuko (John Travolta), Olivia Newton-John interprète ce nouveau succès mondial avec une musique et des paroles de Steve Kipner (en) et Terry Shaddick, sur le thème « de l'activité physique » « Devenons physique, physique, je veux être physique, entrons dans l'examen médical, laisse-moi entendre ton language physique, ton language physique... ».
Le clip humoristique est tourné dans une salle de sport de fitness-aérobic-musculation-culturisme, où elle incite, en tant que coach sportif, les clients aux activités intensives sportives, physiques et de musculation...
Ce tube est certifié disque de platine et atteint la place no 1 du Billboard Hot 100  1981, devenant le plus gros succès de Newton-John aux États-Unis. La chanson est nommée pour le Grammy Award de la meilleure chanteuse pop et a remporté le Billboard Music Award du meilleur single pop. L'album Physical (en) est vendu à plus de dix millions d'exemplaires dans le monde.